# Pomaria multijuga
Pomaria multijuga är en ärtväxtart som först beskrevs av Sereno Watson, och fick sitt nu gällande namn av B.B.Simpson. Pomaria multijuga ingår i släktet Pomaria och familjen ärtväxter. Inga underarter finns listade i Catalogue of Life.